# Richie Cole
Richie Cole (Trenton (New Jersey), 29 februari 1948 – Carnegie (Pennsylvania), 2 mei 2020) was een Amerikaanse jazzsaxofonist van de modernjazz.

## Biografie
Cole begon op 10-jarige leeftijd met het spelen op de altsaxofoon, aangemoedigd door zijn vader, die eigenaar was van een jazzclub in New Jersey. Hij won een studiebeurs en begon zijn professionele muzikantencarrière met een tweejarige opleiding aan het Berklee College of Music in Boston. Hij speelde vervolgens bij Buddy Rich, daarna bij Lionel Hampton, bij Doc Severinsen en Eddie Jefferson. Sinds 1976 bracht hij albums onder zijn eigen naam uit, eerst samen met het trio Starburst van Reuben Brown. Tijdens de daaropvolgende jaren bracht hij albums uit in samenwerking met muzikanten als Eric Kloss, Phil Woods, Art Pepper, Boots Randolph, Red Rodney/Ricky Ford, Hank Crawford, Sonny Stitt en Emil Viklický.
Cole is bekend voor zijn creatieve bopspel. Hij trad op met The Manhattan Transfer, Freddie Hubbard, Greg Abate, Eddie Jefferson, Don Patterson, Oliver Nelson en Nancy Wilson. Begin jaren 1990 formeerde hij het Alto Madness Orchestra. Tijdens de laatste jaren richtte hij zijn eigen label Richie Cole Presents op, waarbij producties als Pittsburgh, Plays Ballads & Love Songs en in 2017 Latin Lover werden uitgebracht.
Cole heeft meer dan vijftig albums en cd's opgenomen. Hij was zeer actief tijdens concertreizen en gaf onderricht in masterclasses aan universiteiten.

## Overlijden
Richie Cole overleed in mei 2020 op 72-jarige leeftijd.
- Bibliothèque nationale de France: cb138926317 (data)
- Gemeinsame Normdatei: 134579712
- International Standard Name Identifier: 0000 0000 7732 2164
- Library of Congress Control Number: n82038738
- Nationale Bibliotheek van Letland: 000069659
- MusicBrainz: 3a8c5fad-945b-4b68-a393-278523f260bc
- Nationale Bibliotheek van Tsjechië: jx20120302002
- Nederlandse Thesaurus van Auteursnamen: 070436991
- Système universitaire de documentation: 243749015
- Virtual International Authority File: 71577478
- WorldCat: E39PBJqFThYJd7F8v73vt34KBP